# كدية السبع (أولاد صالح)
كدية السبع هو دُوَّار يقع بجماعة سيدي يحيى بني زروال، إقليم تاونات، جهة فاس مكناس في المملكة المغربية. ينتمي الدوّار لمشيخة أولاد صالح التي تضم 16 دوار. يقدر عدد سكانه بـ 325 نسمة حسب الإحصاء الرسمي للسكان والسكنى لسنة 2004.

## روابط خارجية
- البوابة الوطنية للجماعات الترابية نسخة محفوظة 12 مارس 2018 على موقع واي باك مشين.
- المندوبية السامية للتخطيط